# Malice n Wonderland
Malice n Wonderland ist das zehnte Studioalbum des US-amerikanischen Rappers Snoop Dogg. Es erschien am 8. Dezember 2009 über Doggystyle Records sowie Priority Records.

## Hintergrund
In der Vorbereitung für die Albenveröffentlichung und zur Musikpromotion der Single Gangsta Luv trat Snoop Dogg als Host der landesweit live ausgestrahlten Wrestlingveranstaltung WWE RAW am 19. Oktober 2009 in Jacksonville auf. Insgesamt befinden sich mit dem Intro und dem Outro 14 Tracks auf dem Album.

## Titelliste
1. Intro – 0:14
2. I Wanna Rock – 3:56
3. 2 Minute Warning – 1:53
4. 1800 – 3:35
5. Different Languages – 4:44
6. Gangsta Luv – 4:16
7. Pronto – 4:57
8. That’s tha Homie – 5:43
9. Upside Down – 4:44
10. Secrets – 4:53
11. Pimpin Win’t EZ – 4:12
12. Luv Drunk – 3:55
13. Special – 5:26
14. Outro – 1:31

## Kritik
Malice n Wonderland erzielte gemischte Kritiken.
Gregory Heaney rezensierte das Album für die Musikdatenbank AllMusic. Er kommt zu dem Schluss, dass Snoop Dogg kein Relikt vergangener G-Funk-Tage sei. Auf dem Album könne man neben einer Retrospektive seiner Karriere auch die Trends in der Rapmusik in seiner Gesamtheit hören: seine Anfänge im G-Funk, Crunk, Dirty South und seine Zeit mit The Neptunes. Es gelänge Snoop Dogg gleichzeitig, seine anhaltende Relevanz unter Beweis zu stellen und seinen Veteranenstatus zu unterstreichen.
David Amidon stellt im E-Zine Poppmatters die stärkere Geschlossenheit im Vergleich mit dem Vorgänger Ego Trippin’ heraus und führt dies auf ausgetüfteltes Sequencing und die präzise Titelliste zurück. Trotz der insgesamt geschlosseneren Ästhetik der Musikproduktion würden auf Malice n Wonderland die gleichen Fehler gemacht, wie auf dem Vorgänger: Snoop Dogg lasse sich zuweilen von seinen Gastrappern Soulja Boy und The-Dream ausstechen.

## Chartplatzierungen
Das Album konnte sich auf Platz 23 in den US-amerikanischen Billboard 200 platzieren und hielt sich 17 Wochen in den Charts. Es erreichte auch in den Nebencharts hohe Platzierungen. So erzielte es in der Billboard-Hitparade für Rap-Alben Platz 2 bei einer Verweildauer von 15 Wochen. In den R&B/Hip-Hop-Albencharts wurde Platz 5 erzielt, wobei sich das Album 33 Wochen hielt.
| ChartsChartplatzierungen       | Höchstplatzierung | Wochen |
| ------------------------------ | ----------------- | ------ |
| Schweiz (IFPI)                 | 74 (2 Wo.)        | 2      |
| Vereinigte Staaten (Billboard) | 23 (17 Wo.)       | 17     |